# 부자유친
《부자유친》은 1996년 1월 6일부터 1996년 7월 14일까지 방영된 SBS 주말극장이다. 해당 드라마부터 SBS 주말극장은 주말 밤 8시 50분에 방송되었다.

## 기획 의도
대조적인 인생관을 가진 가족 구성원들의 갈등과 화해를 그린 코믹 홈드라마

## 등장 인물
- 김무생 : 송진남(송 사장) 역

아버지. 자상하고 유머 감각이 풍부한 성격. 꽃 농장과 목장 경영. 20년 넘게 숨겨온 아들을 데려온다. 내적으로 갈등하던 중 교통 사고를 당하여 기억상실증에 걸린다. 마지막회엔 오 여사에게 마음고생을 많이 했다며 다이아몬드 반지를 선물한다.
- 이효춘 : 오효심(오 여사) 역

어머니. 수다스럽고 극성맞지만 애교가 넘치는 귀여운 성격. 딸들을 재력 있고 좋은 가문에 시집보내는 것이 최대 목표. 딸들의 기대에 못 미치는 결혼과 남편의 숨겨둔 아들의 존재에 충격을 받고 분노한다.
- 최수지 : 송정원 역

맏딸. 만사태평형. 가정학과를 졸업하고 미조산업에서 영양사로 근무하다 사표를 낸다. 남편을 잘 만나 편안히 사는 것이 목표였으나, 가난한 태환과 결혼하여 신이 가족과 함께 가정으로 들어앉는다. 초원과 같은 날 출산하여 식구들의 축하를 받는다.
- 유정현 : 조태환 역

맏사위. 정원과 7년 간 사귀어온 남자. 가난한 샐러리맨으로 결혼 후 실직을 맞자 송 사장에게 찾아가 무슨 일이든 할 테니 월급을 달라고 사정한다. 김 여사 밑에서 일하게 되며 김 여사에게 미조백화점의 주주가 되고 싶다는 포부를 밝힌다.
- 엄정화 : 송화원 역

둘째 딸. 미조산업의 비서실 차장. 진취적이고 야심만만한 성격으로 준재벌인 지석과 결혼하지만 여섯 살 난 아들이 있다고 하자 절망한다. 지석의 아들 준을 자신의 아들처럼 키우려 하지만 결국 헤어지게 된다. 유학을 준비하던 중 이를 포기하고 미조백화점 경영에 참여하기로 마음먹는다.
- 오대규 : 정지석 역

화원의 남편. 어머니가 사장으로 있는 미조산업의 기획 실장에 오른다. 아버지의 반대로 결혼하지 못한 동성동본의 미연 사이에서 아들을 두고 있다.
- 최성준 : 송재원 역

송 사장의 숨겨둔 아들. 미연과 같은 오피스텔에 살며 미조산업에 다니고 있다. 송 사장을 대신하여 초원의 혼수를 장만하는 등 집안의 어른 노릇을 한다.
- 김원희 : 송초원 역

구김살 없고 천진난만한 전형적인 막내. 자신보다 한 살 위의 아들을 둔 26살 터울의 홀아비 재신과 결혼한다. 재원의 존재를 부정하고 오빠 노릇을 하는 재원을 얄미워하지만 오랜 세월 외롭게 산 재원의 삶을 이해한다. 재신과의 결혼 생활에서 갈등을 겪지만 임신하여 언니 정원과 같은 날 출산한다.
- 이정길 : 이재신 역

초원의 아버지 뻘인 사진 작가. 초원 앞에서는 점잔을 빼다가도 초원이 뽀뽀를 해주면 휘파람을 불며 집으로 가는 '소년 같은 아저씨'. 결혼 후에도 천방지축인 초원을 길들기이 위해 노력한다.
- 김영애 : 김정자(김 여사) 역

화원의 시어머니. 중소 기업 미조산업 경영. 지석에게 아들이 있다는 것을 알면서도 결혼을 시키며 사돈 오 여사에게 '모든 것이 신의 뜻'이라며 감동적 톤으로 호소한다. 회사가 어려워지자 전 며느리인 화원에게 백화점 운영을 부탁한다.
- 김영옥 : 장점례 역

태환의 어머니. 정원에게 시누이 태순의 빨래까지 시키며 구박한다.
- 방은희 : 조태순 역

태환의 한 살 위 누나. 동생 부부에게 얹혀살면서 사사건건 올케를 괴롭히는 극성맞은 시누이.
- 유혜정 : 정미연 역

지석의 전 애인. 7년 전 지석의 아버지가 죽은 후 지석과 떠난 제주도 이별 여행에서 임신을 하여 아들 준을 낳는다. 친생자 포기 각서와 함께 준을 화원에게 보낸다. 지석이 화원과 결별하자 미숙, 준과 함께 지석의 집으로 들어오지만 암에 걸려 죽는다.
- 한경선 : 정미숙 역

미연의 언니. 동생 실연의 부당성을 따지며 지석에게 미연과 결혼할 것을 요구한다. 미연의 전재산을 넘겨준다는 조건으로 미연과 준을 다시 받아들이고 백화점 운영권을 넘겨달라고 제안한다.
- 최성국 : 이정표 역

재신의 아들. 미술학도. 자기보다 한 살 어린 초원을 새어머니라고 불러야 하는 상황에 빠지지만 초원의 사랑을 알고 재신과의 관계를 지지한다.
- 유승봉 : 김 부장 역
- 박재훈 : 강치후 역
- 이한갈
- 송기윤
- 임동진
- 박영목
- 류진

## 연장
- 1996년 6월 30일 종영할 예정이었으나 후속작 <행복의 시작>의 캐스팅 문제 등을 고려하여 2주간 연장방영되었고 같은 해 7월 14일 막을 내렸다.[3]

## 참고 사항
- 당시 현직 SBS 아나운서 유정현이 출연한 드라마였으나[4] 동작 연기와 대사 처리로 인해 드라마의 흐름을 끊는다는 비판을 받았다.[5]
- 송화원 역의 엄정화는 이 드라마 때문에 KBS 2TV <프로젝트> 캐스팅(극중 국제 변호사 역)[6] 제의를 고사했으며 엄정화 자리에는 전혜진이 대타로 들어갔고 이 과정에서 이아현, 독고영재 등은 출연 제의를 포기했다.
- 이효춘이 처음으로 성인의 엄마 역할을 맡았는데, "왜 벌써 큰 애들 엄마 역할을 시키냐"며 투정을 부린 적이 있다고 한다.[7]
- 큰딸 송정원 역의 캐스팅 문제로 어려움을 겪었는데 당초 이승연[8], 음정희[9] 등이 거론됐으나 모두 고사하자 설득 끝에 최수지가 간신히 낙점됐다.
- 작가 서영명은 해당 드라마는 전작 <이 여자가 사는 법>에 비해 잔잔하게 그리겠다고 하였으나, 도입부분부터 사생아의 등장과 커플들의 나이 차 등 작위적인 구성[10]과 과장 연기가 문제점으로 지적되었다.[11]
- 갈등 해소 방식의 비약과[12] 극단적이고 자극적인 상활 설정, 독백 형식의 원색적인 대사 등 특유의 화법이 시청자들에게 비판을 받았다.[13]
- 1996년 1월 14일 방영분에서 극 중 인물이 안전띠를 착용하지 않는 장면과[14] 지석이 자신의 애인과 그 언니를 납치하여 폭행, 협박하는 장면을 방영하여 방송위원회로부터 주의와 경고를 받았다.[15]
- 네 차례나 주의·경고를 받았음에도 계속 비윤리적 내용을 방영하여[16] 방송위원회로부터 '경고 및 해당 방송순서 책임자에 대한 경고'를 받았다. 이후에도 비윤리적 장면을 줄지 않아 주의·경고 처분을 한 번 더 받았다.[17]
- 1996년 최악의 드라마 1위에 선정되는 불명예를 안았다.[18]
- 해당 작품이 토요일-일요일 밤 8시 50분에 편성됨에 따라[19] 32부작으로 기획됐던 창사 5주년 기념 특별기획 정치드라마 《코리아게이트》가 1995년 12월 23일 20회로 막을 내려야 했다.